# خانه وکیلی (ندوشن)
خانه وکیلی مربوط به اواخر دوره قاجار -اوایل دوره پهلوی است و در ندوشن، محله قلعه واقع شده و این اثر در تاریخ ۱۰ خرداد ۱۳۸۲ با شمارهٔ ثبت ۹۱۰۹ به‌عنوان یکی از آثار ملی ایران به ثبت رسیده است.